# 20616 Zeeshansayed
20616 Zeeshansayed (1999 SH6) là một tiểu hành tinh vành đai chính được phát hiện ngày 30 tháng 9 năm 1999 bởi Nhóm nghiên cứu tiểu hành tinh gần Trái Đất phòng thí nghiệm Lincoln ở Socorro.